# Atletica leggera ai Giochi della XXVII Olimpiade - Marcia 20 km maschile

Video della gara (telecronaca in francese)

Video della gara (telecronaca in spagnolo)

La prova di marcia 20 km ha fatto parte del programma di atletica leggera maschile ai Giochi della XXVII Olimpiade. La competizione si è svolta il 22 settembre 2000 nella città di Sydney, con arrivo nello Stadio olimpico.

## Presenze ed assenze dei campioni in carica
| Competizione         | Atleta           | Prestazione      | Sydney 2000 |
| -------------------- | ---------------- | ---------------- | ----------- |
| Olimpiadi 1996       | Jefferson Pérez  | 1h20'07"         | Presente    |
| Commonwealth 1998    | Nicholas A'Hern  | 1h24'59”         | Presente    |
| Goodwill Games 1998  | Il'ja Markov     | 1h23'29”         | Presente    |
| Europei 1998         | Il'ja Markov     | 1h21'10"         | Presente    |
| Asiatici 1998        | Yu Guohui        | 1h20'25”         | Presente    |
| Panamericani 1999    | Bernardo Segura  | 1h20'17”         | Presente    |
| Africani 1999        | David Kimutai    | 1h29'12”         | Presente    |
| Mondiali 1999        | Il'ja Markov     | 1h23'34"         | Presente    |
| Coppa del mondo 1999 | Bernardo Segura  | 1h20'20"         | Presente    |
|                      |                  |                  |             |
| Mondiali junior 1996 | Francisco Javier | 40'38”25 (10 km) | Presente    |

## Ordine d'arrivo
Atlanta, venerdì 22 settembre
La gara si conclude sorprendentemente allo sprint. Ne sono protagonisti Bernardo Segura (Messico) e Robert Korzeniowski (Polonia). Vince il messicano, ma mentre viene congratulato dal suo presidente della Repubblica gli giunge notizia della squalifica. L'oro va al polacco.
| Pos. | Atleta                 | Nazione       | Tempo       | Note                          |
| ---- | ---------------------- | ------------- | ----------- | ----------------------------- |
|      | Robert Korzeniowski    | Polonia       | 1 h 18' 59” | Record olimpico               |
|      | Noé Hernández          | Messico       | 1 h 19' 03” | Miglior prestazione personale |
|      | Vladimir Andreev       | Russia        | 1 h 19' 27” |                               |
| 4    | Jefferson Pérez        | Ecuador       | 1 h 20' 18” |                               |
| 5    | Andreas Erm            | Germania      | 1 h 20' 25” |                               |
| 6    | Roman Rasskazov        | Russia        | 1 h 20' 57” |                               |
| 7    | Paquillo Fernández     | Spagna        | 1 h 21' 01” |                               |
| 8    | Nathan Deakes          | Australia     | 1 h 21' 03” | Miglior prestazione personale |
| 9    | Alessandro Gandellini  | Italia        | 1 h 21' 14” |                               |
| 10   | Nicholas A'Hern        | Australia     | 1 h 21' 34” |                               |
| 11   | Michele Didoni         | Italia        | 1 h 21' 43” | Miglior prestazione personale |
| 12   | Daniel Garcia          | Messico       | 1 h 22' 05” | Miglior prestazione personale |
| 13   | Yu Guohui              | Cina          | 1 h 22' 32” | Miglior prestazione personale |
| 14   | Aigars Fadejevs        | Lettonia      | 1 h 22' 43” |                               |
| 15   | Ilya Markov            | Russia        | 1 h 23' 03” |                               |
| 16   | Giovanni de Benedictis | Italia        | 1 h 23' 14” |                               |
| 17   | Andrey Makarov         | Bielorussia   | 1 h 23' 33” |                               |
| 18   | Costică Bălan          | Romania       | 1 h 23' 42” |                               |
| 19   | Jiří Malysa            | Rep. Ceca     | 1 h 24' 08” |                               |
| 20   | David Márquez          | Spagna        | 1 h 24' 36” |                               |
| 21   | Artur Meleshkevich     | Bielorussia   | 1 h 24' 50” |                               |
| 22   | Satoshi Yanagisawa     | Giappone      | 1 h 25' 03” |                               |
| 23   | Moussa Aouanouk        | Algeria       | 1 h 25' 04” |                               |
| 24   | Arturo Huerta          | Canada        | 1 h 25' 24” |                               |
| 25   | Dion Russell           | Australia     | 1 h 25' 26” |                               |
| 26   | Tim Berrett            | Canada        | 1 h 25' 29” |                               |
| 27   | Daisuke Ikeshima       | Giappone      | 1 h 25' 34” |                               |
| 28   | Robert Heffernan       | Irlanda       | 1 h 26' 04” |                               |
| 29   | Sándor Urbanik         | Ungheria      | 1 h 26' 16” |                               |
| 30   | Shin Il-Yong           | Corea del Sud | 1 h 26' 22” |                               |
| 31   | Igor Kollár            | Slovacchia    | 1 h 26' 31” |                               |
| 32   | Luis Fernando García   | Guatemala     | 1 h 27' 16” |                               |
| 33   | Anthony Gillet         | Francia       | 1 h 27' 36” |                               |
| 34   | Mikhail Khmelnitskiy   | Bielorussia   | 1 h 28' 02” |                               |
| 35   | José David Dominguez   | Spagna        | 1 h 28' 16” |                               |
| 36   | Hatem Ghoula           | Tunisia       | 1 h 28' 16” |                               |
| 37   | Gyula Dudás            | Ungheria      | 1 h 28' 34” |                               |
| 38   | Valeriy Borisov        | Kazakistan    | 1 h 28' 36” |                               |
| 39   | David Kimutai          | Kenya         | 1 h 28' 45” |                               |
| 40   | Timothy Seaman         | Stati Uniti   | 1 h 30' 32” |                               |
| 41   | Róbert Valíček         | Slovacchia    | 1 h 30' 46” |                               |
| 42   | Julius Sawe            | Kenya         | 1 h 30' 55” |                               |
| 43   | Julio René Martínez    | Guatemala     | 1 h 31' 47” |                               |
| 44   | Ramy Deeb              | Palestina     | 1 h 32' 32” | Record nazionale              |
| —    | Efim Motpan            | Moldavia      | Rit.        |                               |
| —    | Maris Putenis          | Lettonia      | Squal.      |                               |
| —    | Bernardo Segura        | Messico       | Squal.      |                               |
| —    | João Vieira            | Portogallo    | NP          |                               |